# Acacia quadricostata
Acacia quadricostata é uma espécie de leguminosa do gênero Acacia, pertencente à família Fabaceae.